# Totenhalle Mönchengladbach

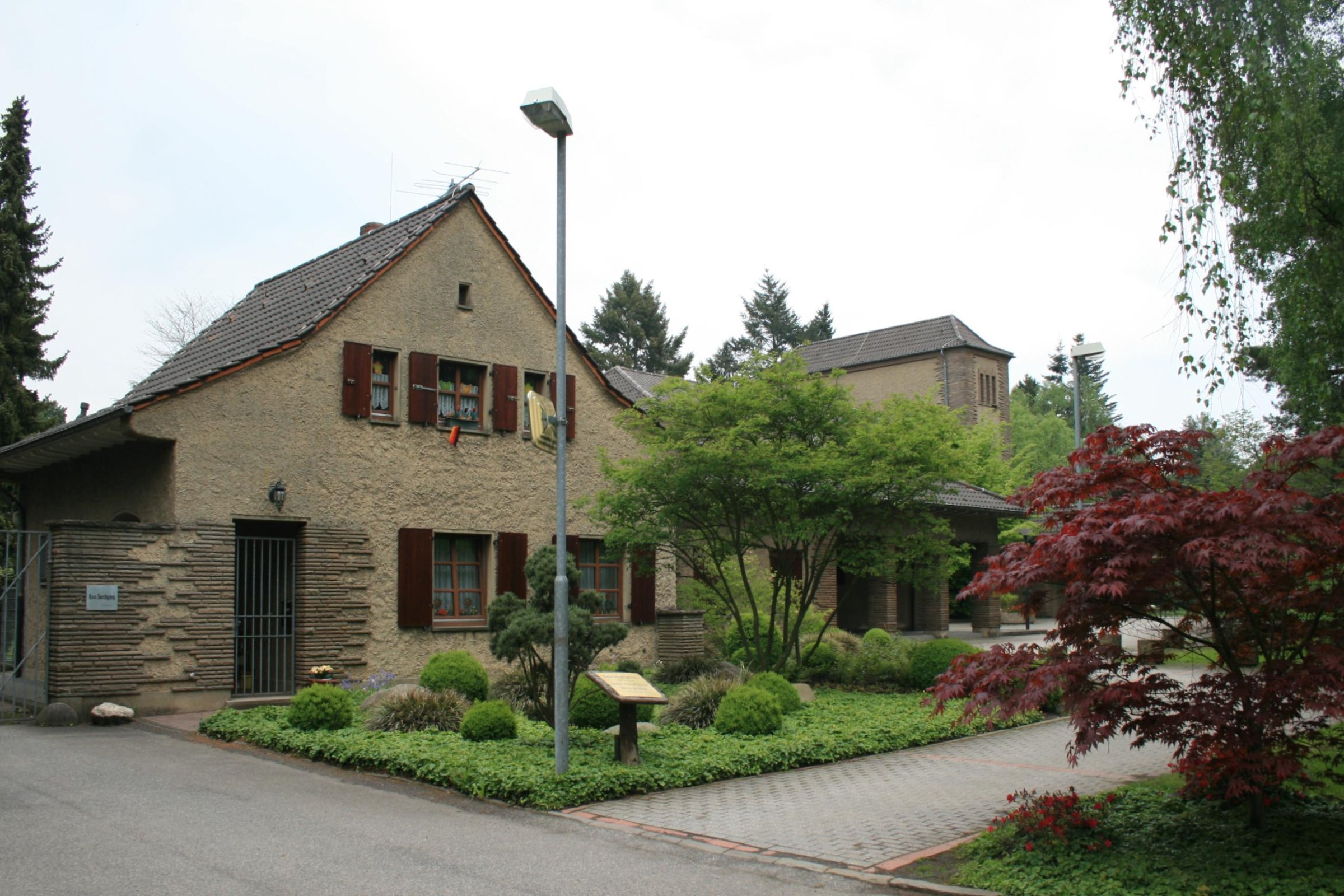
Totenhalle (2010)

Die Totenhalle Mönchengladbach steht auf dem Hauptfriedhof in Mönchengladbach (Nordrhein-Westfalen) in der Birkenallee 50.
Das Gebäude wurde 1938/41 erbaut. Es ist unter Nr. B 159 am 28. März 1995 in die Denkmalliste der Stadt Mönchengladbach eingetragen worden.

## Architektur
Nachdem die beiden alten Friedhöfe an der Bettrather Straße nicht mehr belegt und in die Gestaltung des Kaiserparks einbezogen wurden, eröffnete man 1902 den öffentlichen Hauptfriedhof an der Viersener Straße. Hier liegt die Totenhalle auf der nördlichen, jenseits der Eisenbahntrasse liegenden Friedhofshälfte. Eingebunden in das gesamtgestalterische Gefüge ist sie mit ihrem Vorplatz zentral auf die Hauptachse dieses Areals ausgerichtet.
Der Gebäudekomplex der Totenhalle ist als unregelmäßig gegliederte Anlage mit Nebengebäuden, zwei Innenhöfen und einem dreiseitig geschlossenen „Versammlungshof“ als gestalterisch geschlossenes Ensemble konzipiert und durchformuliert, wobei symmetrische und axiale Verhältnisse die Geschlossenheit der Anlage hervorheben. Zentrum und axialer Mittelpunkt ist die von symmetrisch angeordneten Nebengebäuden bzw. überdachten Durchgängen flankierte Totenhalle. Sie präsentiert sich als monumental wirkender Putzbau (grob strukturierter Rauputz) in Gestalt einer Hallenkirche mit rechteckigem „Chor“ und überhöhtem, vorgelagertem Quertrakt, der eine zweigeschossige Vorhalle mit Empore umfasst. Die bis auf drei Eingangsportale ungeöffnete Hauptfassade ist durch aufwändige Sandsteingliederungen betont. Als mittelaxialer Akzent eine hoch dimensionierte Figurennische in strahlenförmiger Fassung.
Die überlebensgroße Plastik aus Muschelkalk „Wanderer zwischen zwei Welten“ schuf 1940 der in Mönchengladbach ansässige Bildhauer Theo Akkermann, der bereits auf national wichtigen Ausstellungen vertreten und mit bedeutenden öffentlichen Aufträgen betraut war. An allen Ecken des Quertraktes massive Kantenstrukturen, die sich in variierter Ausführung an den anderen Gebäuden wiederholen. Ein flach geneigtes Satteldach als Abschluss. Gliederung des Langhauses neben zwei Eingängen durch vier schmale, gleichförmige Hochrechteckfenster und einem kleiner dimensionierten in der rechten Achse; alle in analog strahlenförmiger Sandsteinfassung. Das Dach ist als einseitig abgewalmtes Satteldach ausgebildet. Das Innere der Halle ist geprägt von einer rustikalen Balkendecke, der ein großflächig unterteilter Kunststeinfußboden entspricht.
Die sich unterordnenden Nebengebäude sind mit Ausnahme des anderthalbgeschossigen, giebelständigen Bediensteten-Wohnhauses und des basilikaähnlich mit Lichtgaden formulierten Aufbahrungstraktes als schlichte, eingeschossige Putzbauten mit Satteldächern ausgebildet, teilweise weit vorkragend. Die beiden langgestreckten Zellentrakte an der östlichen Bebauungsgrenze zeigen in den 17 Leichenzellen noch jeweils einen zum originalen Bestand gehörenden Katafalk (Kunststein) zur Aufstellung der Särge.
Die Unterschutzstellung des Objektes lag aus architekturhistorischen, stadtgeschichtlichen, religions- und kulturgeschichtlichen Gründen im öffentlichen Interesse.